# Antonio Borrero Morano "Chamaco"
Antonio Borrero Morano conocido como "Chamaco", (n. Huelva; 13 de septiembre de 1935 - 11 de noviembre de 2009) fue un torero español.
Antonio Borrero no tiene ningún antecedente taurino y no era miembro de ninguna dinastía de toreros, pero tenía desde muy joven el gusto por las corridas de toros y la idea de convertirse en matador. Durante su adolescencia, trabajó de aprendiz de pastelero y participó en tientas, lo que le permitió comenzar a torear en su ciudad natal el 4 de junio de 1953, con Joselito Romero y José Moreno, y toros de la ganadería de Julio Cossío. En sus inicios, "Chamaco" fue presentado como novillero en la plaza de toros de Barcelona. Comenzó con entusiasmo, convirtiéndose en uno de los pilares de la temporada en la Ciudad Condal.
Después de su alternativa el 14 de octubre de 1956 en Barcelona, apadrinado por el Litri y con Antonio Ordóñez como testigo, comenzó a torear en México, con un toreo espectacular que le permitió obtener un gran éxito. Confirmó su alternativa en 1958 en Madrid, de la mano de Julio Aparicio. En 1961, después de una corrida de toros en Barcelona, anunció su jubilación, pero bajó de nuevo a la arena en 1963, hasta su jubilación definitiva en 1967, tras una corrida triunfal en la capital catalana.